# Planeta Casa (álbum)
Planeta Casa es el octavo disco solista del cantautor uruguayo Pablo Sciuto. Fue publicado en CD por su sello independiente Hipnótica Records en el año 2012, es un álbum grabado en directo de estudio con tomas adicionales entre Argentina y España.
Fue grabado en formato de semi-directo en Silvester Studios de la ciudad de Buenos Aires, Argentina. Después de la buena experiencia con su anterior trabajo "Las Ideas del Aire", Pablo vuelve a tomar la decisión de grabar nuevamente en directo, pero esta vez decide hacerlo con banda, para eso convoca a su gran amigo el baterista Fabian Miodownik (Hugo Fattoruso, Maria Creuza, Daniel Maza, Keith Richards (Playing for Change), etc) que le ayuda a completar la formación final del álbum, bautiza a este grupo como "Astrónomos Urbanos" debido a su fascinación por la astronomía y a la poesía urbana, esta denominación se mantendrá en adelante con los diferentes músicos que le acompañan de forma itinerante. Debido a los constantes viajes de ida y vuelta entre Madrid y Buenos Aires para brindar conciertos, Pablo decide grabarlo en esta última ciudad para impregnarlo de un sonido más roquero y rioplatense.
El álbum fue presentado con una gira de varios conciertos por la geografía española, Argentina, Uruguay, Chile, Brasil y Portugal.

## Estilo musical
Planeta Casa es un trabajo grabado sin pretensiones, sin claqueta, como los viejos discos. Son canciones que buscan quedar en el recuerdo, como las fotografías a las que volvemos cuando buscamos emocionarnos con algún detalle de nuestra vida.
El álbum tiene la influencia de artistas en los que se sentía ampliamente reflejado en ese momento, como Jeff Buckley, Elliott Smith y Ryan Adams.
En este álbum aparece por primera vez una de sus canciones más celebradas, "Bajo el mismo sol" compuesta junto a su pareja de entonces la poeta Montaña Pulido Cuadrado.

## Lista de canciones
| Lado A |                     |                                        |          |  |
| N.º    | Título              | Escritor(es)                           | Duración |  |
| 1.     | «Casa»              |                                        | 3:34     |  |
| 2.     | «Holograma vacío»   |                                        | 3:09     |  |
| 3.     | «Planeta casa»      |                                        | 4:15     |  |
| 4.     | «Huella sin fin»    |                                        | 2:55     |  |
| 5.     | «Vidrio roto»       |                                        | 5:13     |  |
| 6.     | «7 AM»              |                                        | 3:06     |  |
| 7.     | «Más»               |                                        | 2:34     |  |
| 8.     | «Hotel Rouge»       |                                        | 5:36     |  |
| 9.     | «Alas»              |                                        | 3:23     |  |
| 10.    | «Sincronizados»     |                                        | 3:08     |  |
| 11.    | «Nebulosa de mí»    |                                        | 4:25     |  |
| 12.    | «Salón dormido»     |                                        | 3:17     |  |
| 13.    | «Bajo el mismo sol» | Montaña Pulido Cuadrado - Pablo Sciuto | 3:55     |  |

## Ficha técnica
• Pablo Sciuto: Guitarras, melódica en "Más", armónica en "7AM", voz y coros.
• Fabian Miodownik: Batería.
• Matías Nuñez: Bajo eléctrico.
• Olmo Sosa: Guitarra eléctrica en “Holograma Vacío” y “Vidrio Roto”.
• Sebastián Crudeli: Piano en “Alas”, “Sincronizados” y “Salón Dormido”.
• Ernesto Espinoza: Violines en “Vidrio Roto”, “Alas”, “Nebulosa de Mí” y “Bajo el Mismo Sol”, Guitarra eléctrica en “Casa”, “Planeta Casa”, “Huella Sin Fin”, “7 AM” y “Nebulosa de Mí”.
Grabado en Silvester Studio, Buenos Aires, Argentina.
Mezclado y Masterizado en el estudio Imaginalas por Pablo Sciuto.
- Producción: Pablo Sciuto.
- Fotografía portada y contraportada: Diego Sciuto.
- Diseño de portada: Estudio Cranearte